# Savate

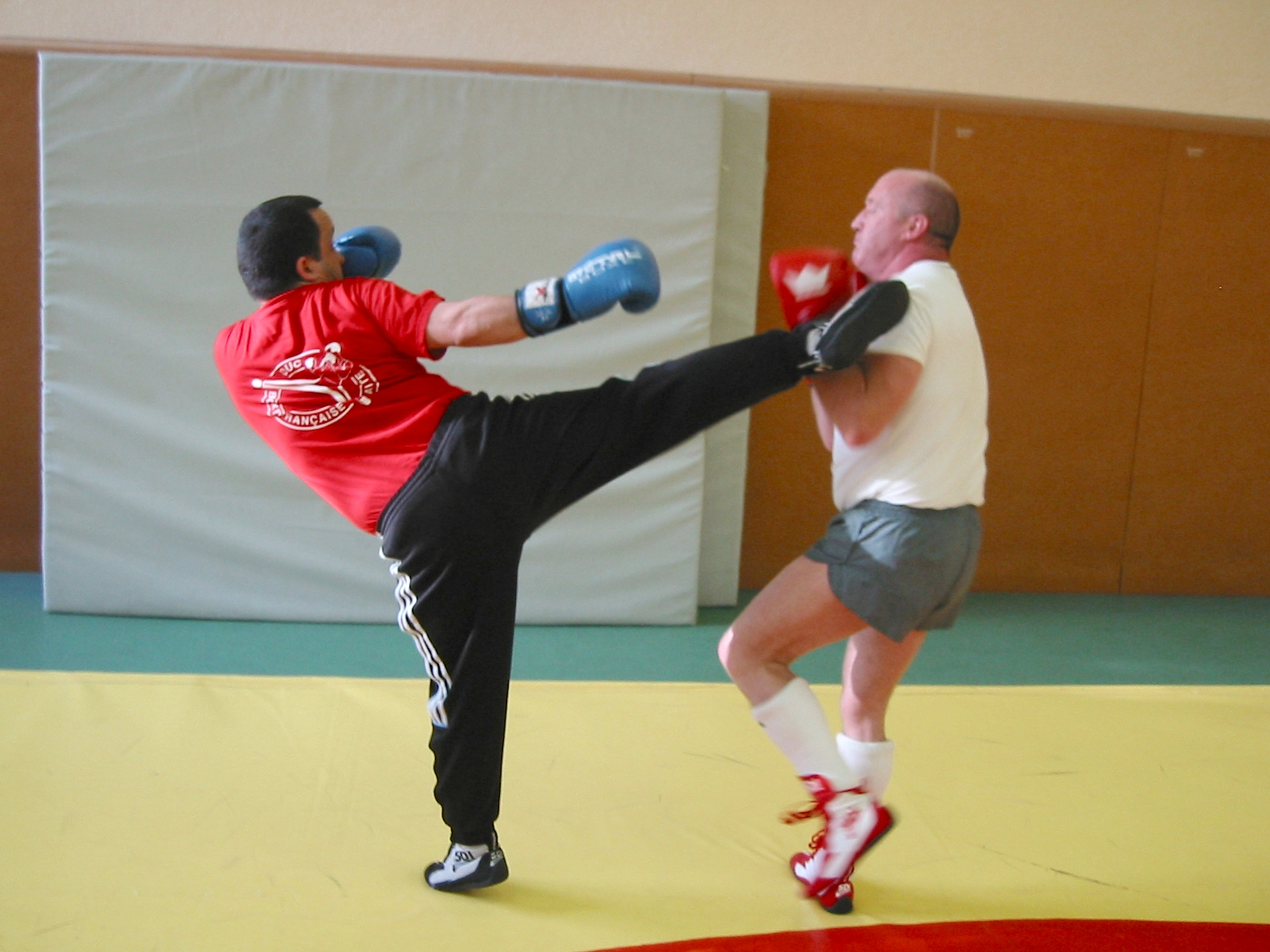
Entrenament de savate.

Savate, també conegut com boxe française (boxa francesa) o kickboxing francès, és una art marcial francesa que usa tant les mans com els peus com armes i inclou elements de la boxa occidental, tècniques d'agafada i tècniques de cama (solament amb els peus: ni genoll, ni tíbia). Els practicants de savate són anomenats savateurs o "tireurs" en el cas dels homes, i savateuses en el de les dones.
Savate pren el seu nom de la paraula francesa per a bota vella (calçat pesat que se solia usar durant els combats) i és actualment una amalgama per a les tècniques franceses de lluita de principis del segle xix. En aquesta època, savate era un tipus de lluita comuna a París i al nord de França; i al sud, especialment al port de Marsella, els mariners havien desenvolupat altre estil conegut com jeu marseillais (joc marsellès), que va ser rebatejat com a chausson (sabatilla, que era el calçat que usaven els mariners). En contrast, en aquesta època a Anglaterra (el lloc de naixença de la boxa i les regles de Queensberry), donar puntades era vist com a antiesportiu o com una mica que solament usarien els més covards.

## Història

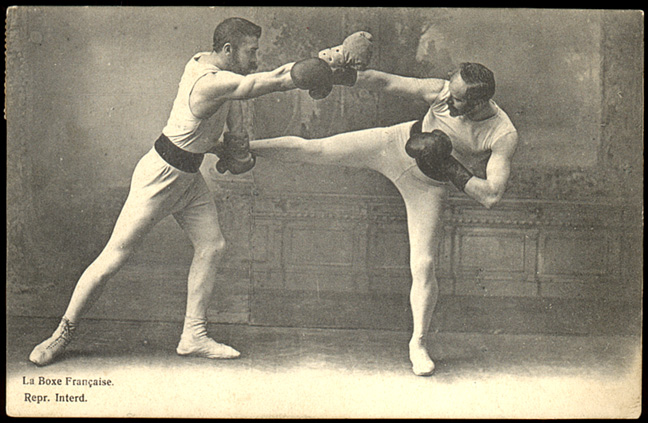
Combat de savate, c. 1900.

Els dos personatges clau en la història del canvi de lluita rondaire a savate modern so Michel Casseux (també conegut com "li Pisseux") (1794-1869), i Charles Lecour (1808-1894). Casseux va obrir en 1825 el primer edifici per a practicar i promocionar una versió reglamentada de chausson i savate (prohibint els cops amb el cap, atacs amb els polzes als ulls, etc.). De qualsevol manera, l'esport, així i tot, no va aconseguir desfer-se de la seva reputació de lluita rondaire. Un alumne de Casseux, Charles Lecour va estar exposat a l'art anglès de la boxa cap a l'any 1830 i es va sentir desafavorit, solament usant les seves mans per a copejar els peus de l'oponent i així allunyar-los, en lloc de pegar cops de puny com en la boxa. Per aquesta raó es va entrenar en boxa durant dos anys abans de, en 1832, combinant boxa amb chausson i savate per a crear l'esport de savate boxe française tal com el coneixem avui.
Potser el reconeixement més destacat quant a la respectabilitat del savate vi en 1924 quan va ser inclòs com esport d'exhibició en els Jocs Olímpics de París. A pesar de les seves arrels, el savate és un esport relativament segur per a aprendre. Segons USA Savate  Arxivat 2005-04-03 a Wayback Machine., "savate està en els llocs baixos de lesions quan és comparat amb el futbol, futbol americà, hoquei, gimnàstica, bàsquet, beisbol i patinatge en línia" 

### Actualitat

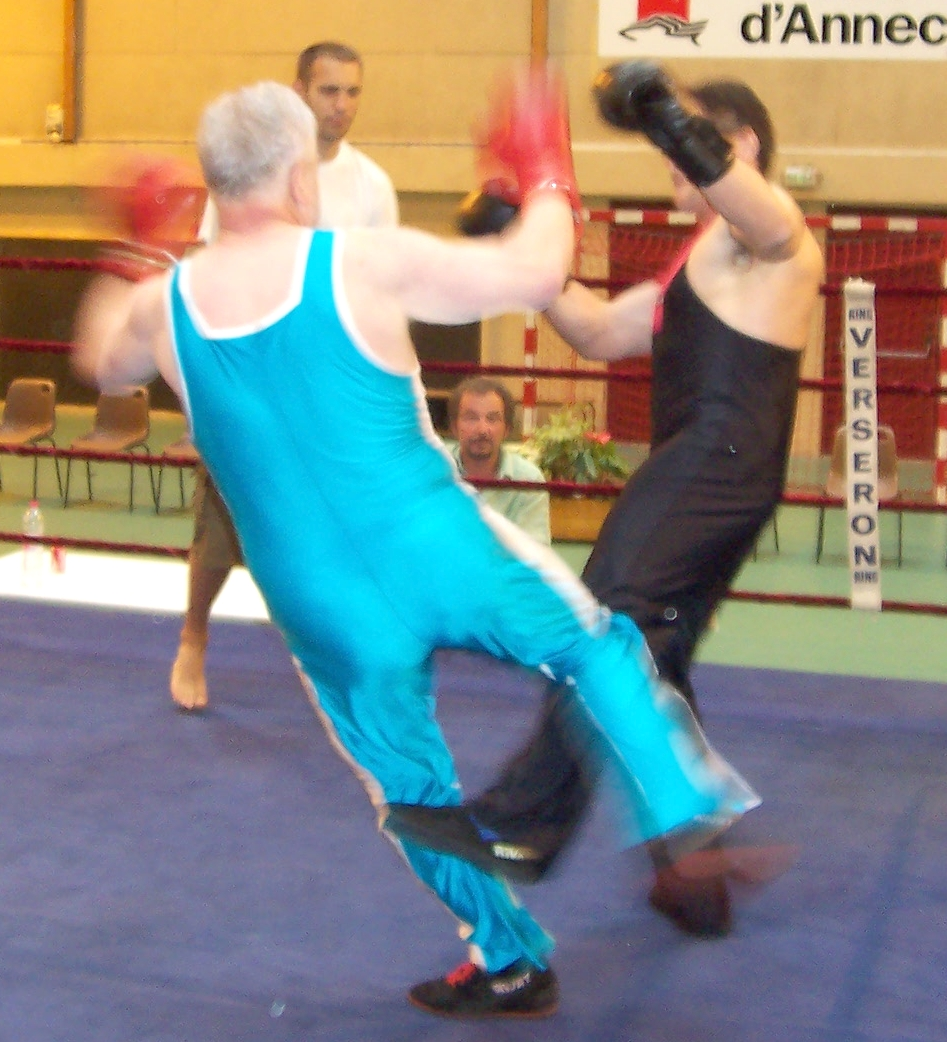
Pràctica de defensa.

En l'actualitat, savate és practicat en tot el món per afeccionats: des d'Austràlia als Estats Units i des de Finlàndia al Regne Unit. Molts països, com és el cas dels Estats Units, tenen federacions nacionals dedicades a promoure l'esport.
El savate modern dona tres nivells de competició: assalt, precombat i combat. En assalt, els competidors necessiten concentrar-se en la tècnica mentre intenten fer contacte; àrbitres castiguen amb penalitzacions l'ús de força excessiva. Precombat permet lluita sense tares en la força sempre que els lluitadors duguin protecció com cascos i espinilleres. Combat, el nivell més intens, és similar al precombat però l'ús objectes de protecció està prohibit (excepte en el cas de les conquilles i els protectors bucals).
Moltes arts marcials tenen sistemes de càlcul de nivell dels practicants, com el color dels cinturons en el karate. D'igual manera, el savate usa diferents colors en els guants per a indicar el nivell d'un lluitador; encara que, al contrari que disciplines com el judo o la capoeira, que s'assignen nous cinturons en cada promoció, qualsevol lluitador pot usar el mateix parell de guants en diverses promocions (pel que el nivell no es correspon directament amb el color dels guants que usa sinó amb el que s'estableix en la llicència). Els novençans comencen sense color i els diferents exàmens d'ascens li permeten ascendir a blau, verd, vermell, blanc i groc per aquest ordre. La competició està restringida per als guants vermells i superiors; cada federació té la possibilitat d'establir quines són les condicions mínimes per a poder ensenyar l'esport. A França és necessari tenir el guant groc per a poder obtenir el grau d'instructor "moniteur" i el guant de plata en la seva categoria tècnica per a accedir al professorat. En altres països com Mèxic, tots els graus tècnics a partir del verd requereixen una avaluació sobre temes de docència per a poder incrementar el desenvolupament d'aquesta art.

## Practicants famosos
Farid Khider, Johnny Catherine, Tony Ancelin, Cyrielle Girodias, Richard Sylla, Andrè Panza, Kamel Chouaref, Sébastien Farina, Bertrand Soncourt, Amri Madani, Christophe Landais, Enoch Effah, Arnaud de Pape, Johnny Catherine, Jacques Dobaria, Kader Kessaghli, Derenik Sargsyan, Fathi Mira, Jérôme Huon, Tony Ancelin, Ismaila Sarr, Djibrine Fall-Télémaque Cyrielle Girodias, François Pennacchio, Paolo Biotti, Julie Burton, Slimane Sissoko, Max Greco, Julie Lazard, Mike et Sullivan Lambret, Richard et Romain Carbone, Tony Ancelin, Alexandre Dumas, Gioachino Rossini, Lord Byron